# Karin Ohlenschläger
Karin Ohlenschläger (Hannover, Niedersachsen 1959 - Gijón, España, 24 de agosto de 2022) fue una gestora cultural de nacionalidad alemana afincada en España.  Su labor abarca desde la gestión independiente focaliza en los espacios alterativos a nuevos procesos vinculados al incipiente arte electrónico en los 80 y 90.

## Biografía
Ohlenschläger nació en Hannover, Alemania  se licenció en Historia del Arte por la Universidad de Kassel (Alemania) y en Derecho en la Universidad Complutense de Madrid e hizo un doctorado en Historia del Arte y Musicología en la Universidad de Oviedo.
Tenía dos hijos, Sara y Kay.  Murió en Gijón en agosto de 2022.

## Carrera profesional
Tras su etapa en Alemania, colaboró en Madrid con Espacio P realizando diferentes proyectos pioneros como la creación de una distribuidora de vídeo arte: AVA. Ohlenschläger fue gestora cultural y comisaria de exposiciones especializada en arte contemporáneo y nuevas tecnologías.
En el año 2002, creó el proyecto MediaLab para el Centro Cultural Conde Duque, junto a Luis Rico, con un programa inédito de actividades de formación, investigación, producción, reflexión y exposiciones, todo ello con el objetivo de establecer un diálogo entre el arte, la ciencia, la tecnología y la sociedad. Fue su codirectora entre 2002 y 2006.
Fue miembro y cofundadora de la Fundación Banquete dedicada al arte, la tecnología y la sociedad, entre 1998 y 2006.
Defensora de la gestión basada en las buenas prácticas estuvo vinculada a las asociaciones profesionales del sector. Así presidió la primera Asociación interprofesional de arte contemporáneo de España y el Instituto de Arte Contemporáneo (IAC), entre 2011 y 2012.
Dirigió multitud de proyectos, entre los que cabe destacar el certamen Chips:circuitos emergentes de la cultura digital en el Instituto Europeo de Diseño de Madrid (2001), el Festival Internacional de Infoarquitectura, Ministerio de Fomento - Madrid (1997), IN ART Festival Internacional de Arte Cibernético, Tenerife (1996) y el Vídeo Fórum Internacional en el antiguo Museo Español de Arte Contemporáneo de Madrid (1986-88). 
Entre 2015 y 2021, nombrada por concurso, fue directora de LABoral Centro de Arte y Creación Industrial.